# Gamcheon-myeon, Gimcheon
Gamcheon-myeon (koreanska: 감천면) är en socken i den centrala delen av Sydkorea, 200 km sydost om huvudstaden Seoul. Den ligger i kommunen Gimcheon i provinsen Norra Gyeongsang. 